# Breen

Emblema dels Breen

Els Breen són una espècie extraterrestre fictícia que apareix a la franquícia de ciència-ficció Star Trek. Van ser esmentats per primera vegada a "La pèrdua", un episodi de la quarta temporada de Star Trek: La nova generació que es va emetre per primera vegada el 1990. Es van fer referències a ells en diversos altres episodis de La nova generació, però no van aparèixer fins a l'episodi de la quarta temporada de 1996 Star Trek: Deep Space Nine "Indiscretion". A Deep Space Nine, van tenir un paper important en l'arc argumental final de la sèrie el 1999, durant el qual es va revelar molta informació sobre ells. El veritable aspecte dels Breen va romandre desconegut per als espectadors fins a l'episodi "Mirrors" de la cinquena temporada de  Star Trek: Discovery de 2024, mentre que es mostra un salt enrere per revelar la història del personatge L'ak.

## Història de la producció
Els Breen van ser esmentats per primera vegada a "La pèrdua", un episodi de la quarta temporada de Star Trek: La nova generació que es va emetre per primera vegada el 1990. L'episodi va establir la seva raça com una de les diverses espècies alienígenes il·legibles pels empàtics, de manera molt semblant als ferengi. Es van fer referències a ells en diversos altres episodis de "La nova generació" ("El culte a l'heroi" a la cinquena temporada) i "Star Trek: Voyager", però no es van veure fins a l'episodi de "Deep Space Nine" de 1996 "Indiscretion", que es va emetre com a part de la quarta temporada d'aquella sèrie. Se'ls representava dirigint una instal·lació minera de la qual Gul Dukat i la Major Kira van rescatar la filla de Dukat, Tora Ziyal. Segons el guionista/productor de "DS9", Robert Hewitt Wolfe, després d'haver estat tractats prèviament com a pista falsa des de la seva primera menció a "La nova generació", i com a broma recurrent per part de l'equip de producció perquè "eren aquestes persones que eren perilloses però mai van ser realment responsables de cap dels problemes que passaven", finalment serien utilitzats com a dolents en un episodi. Segons l'escriptor/productor Ira Steven Behr, la seva veritable aparença s'amagaria sota les màscares, perquè "no tenia ganes de crear una nova raça alienígena. Així que vaig dir: 'No els vegem. Posem-los disfressa perquè normalment viuen al fred'".
L'aspecte de les màscares Breen, que inclou un "musell", es derivava del suggeriment visual que són una espècie amb musell, com un llop àrtic. Les disfresses de Breen eren problemàtiques per als actors que les interpretaven, ja que dificultaven tant la visió com la respiració: només hi havia un petit forat al bec, a uns vuit centímetres del nas de l'actor, segons el doble de personatges i el doble d'acció. Todd Slayton, que va interpretar Thot Gor. El vestuari també incloïa botes grans i maldestres, i els conjunts estaven superposats com un armadillo, cosa que dificultava el moviment. Els cascos, que eren complicats de posar i treure, estaven units amb imants i eren propensos a caure quan algú hi xocava. Els interruptors dels llums dels cascos estaven dins dels cascos, cosa que obligava l'actor a treure's el casc per encendre i apagar els llums. Per raons desconegudes pel personal de producció, les bateries de nou volts que alimentaven els llums només van durar uns minuts.
D'acord amb la idea que els Breen són una raça misteriosa, els sons de la parla dels Breen es van inspirar en l'àlbum de Lou Reed Metal Machine Music, que es va instruir a l'equip de so de postproducció per escoltar en crear el riure electrònic que servia com a veu dels Breen.

## Història i cultura
El món natal dels Breen s'anomena Breen, segons l'episodi de Star Trek: Deep Space Nine de 1999 "'Til Death Do Us Part", i es deia que era un erm congelat a "Indiscretion". Tanmateix, a l'episodi de 1999 "The Changing Face of Evil", Weyoun va afirmar que, de fet, és força temperat. Entre els Breen, l'embaràs a una edat primerenca era una cosa habitual, segons "Elògium", un episodi de la segona temporada de 1995 de "Star Trek: Voyager", tot i que no s'ha establert què es considera "jove" a la cultura Breen. Els Breen no tenen sang. No s'ha revelat com es duen a terme les funcions que normalment duu a terme la sang en altres espècies en la fisiologia breen. Tot i que es desconeix la dieta breen, el tinent comandant Worf i Ezri Dax van rebre pasta d'algues quan eren presoners dels breen a   "'Til Death Do Us Part".
Històricament, els klíngons van ser dels primers a descobrir les conseqüències de subestimar els breen. Com es revela a "'Til Death Do Us Part", durant el Segon Imperi Klíngon, el canceller Mow'ga va ordenar a tota una flota de naus de guerra klíngon que envaïssin i conquerissin el món natal dels breen. La flota mai va tornar i no es va tornar a saber res d'ells. Els romulans tenen una dita: "Mai donis l'esquena a un breen". Aquesta dita es va esmentar (i il·lustrar) per primera vegada a l'episodi "By Inferno's Light" de la cinquena temporada de "Deep Space Nine" de 1997, en què un Breen captiu va agafar una pistola disruptora de la funda d'un guàrdia del Domini, que li estava d'esquena en una presó d'asteroides del Domini, i la va utilitzar per desintegrar dos guàrdies del Domini alhora que un d'ells matava el captiu. El Breen en qüestió no havia fet res més que seure tranquil·lament fins aquell moment, sense donar cap indici que fos una amenaça.
Els Breen van establir la Confederació Breen aïllada al Quadrant Alfa (el quadrant de la Via Làctia on es troba la Terra, així com els mons natals dels ferengi, els cardassians i parts de l'Imperi Klíngon i l'Imperi Estel·lar Romulà). Els Breen van establir llocs avançats prop del Cúmul Negre, segons l'episodi de la cinquena temporada de 1992 "El culte a l'heroi". També van establir instal·lacions mineres que consistien en guàrdies breen i esclaus segrestats de naus espacials, com ara Tora Ziyal, la filla meitat bajorana del cardassià Gul Dukat, la nau del qual, el Ravinok, s'havia estavellat al planeta Dozaria, que estava controlat pels breen, tal com s'estableix a "Indiscretion".
A "El culte a l'heroi" s'esmenta que sempre han estat políticament no alineats. Més tard es converteixen en un poderós aliat del Domini, un imperi del Quadrant Gamma, durant la Guerra del Domini que es va lliurar durant les dues últimes temporades de Deep Space Nine. Es va revelar que els Breen s'havien aliat amb el Domini a "'Til Death Do Us Part", el segon episodi de l'arc argumental de nou episodis que va servir com a arc argumental final de "Deep Space Nine" el 1999. Després d'això, els Breen van atacar la Terra, destruint parts de San Francisco abans de ser rebutjats. També van demostrar ser un poderós enemic durant la Batalla de Chin'toka, en què van lluitar al costat dels cardassians i el Domini contra una aliança de la Federació, l'Imperi Klingon i l'Imperi Estel·lar Romulà. Durant aquesta batalla, els Breen van ajudar a destruir una flota de naus de l'aliança, inclòs l'USS Defiant. Els Breen també van assumir una gran responsabilitat en assumptes militars. Els principals representants de la Confederació Breen, anomenats "Thots" (que Damar, líder de l'exèrcit cardassià, compara amb el seu propi rang de Llegat, a l'episodi “Strange Bedfellows”), com ara Thot Gor i Thot Pran, van rebre més poders, per a gran amargor de Damar, el poble del qual s'havia unit anteriorment al Domini. Aquest va ser un dels factors que va portar a Damar a canviar de bàndol i a liderar una rebel·lió per alliberar Cardassia. Després que els cardassians es giressin contra el Domini, el Domini i els Breen van ser derrotats a la batalla de Cardàssia Prime al final de la sèrie de Deep Space Nine, "What You Leave Behind".
A l’episodi de la temporada 3 de Star Trek: Lower Decks "Trusted Sources," la USS Cerritos es va trobar els Breen ocupant el planeta Brekka mentre estava en una segona missió de contacte. Tres interceptors Breen van atacar la nau estel·lar de classe Califòrnia, que va resultar no ser rival per a ells. Tanmateix, els de Cerritos van ser salvats per la nau estel·lar automatitzada de classe Texas USS Aledo, que va destruir ràpidament les naus Breen. A "The Stars at Night", el vicealmirall Les Buenamigo va revelar que era ben conscient que els Breen eren a Brekka i havia preparat la Cerritos perquè Buenamigo tingués una excusa per presentar les seves naus de classe Texas.
A la temporada 5 de Star Trek: Discovery, els Breen s'han convertit en l'Imperi Breen cap al 3191 i es menciona que estan lluitant per un nou líder. El capità Rayner de la Flota Estel·lar expressa la seva preocupació pel fet que els Breen podria representar una amenaça per a la Federació. En un possible futur presenciat per Rayner i Michael Burnham, L'ak i Moll van vendre als Breen la tecnologia dels Progenitors i la van utilitzar per destruir la Federació. A "Mirrors", es revela que el mateix L'ak és en realitat un Breen i es descriu com de sang reial. L'ak, que era considerat un marginat tot i ser el nebot del Primarca Ruhn del Sisè Vol, havia abandonat el seu poble després d'enamorar-se de Moll. Per trair el seu poble, L'ak té un "Erigah", una recompensa de sang, i ell i Moll esperen que la tecnologia dels Progenitors sigui suficient per aconseguir que els Breen alliberin la recompensa sobre ell. A més, es mostra que els Breen tenen dues formes sota els seus vestits: una forma humanoide sòlida que el Primarca afirma que han evolucionat més enllà i que els fa febles d'utilitzar, i una forma fluida que el Primarca es refereix a la veritable cara dels Breen. Tanmateix, L'ak creu que ambdues formes són en realitat la meitat de... ells, i que els Breen estan rebutjant la meitat d'ells mateixos. Més tard es revela que sis Primarques Breen, inclosos Ruhn i Tahal, estan en guerra pel tron Breen. L'ak, com a últim descendent directe de l'Emperador Breen, és un peó polític crucial, ja que qui el controli té legitimitat en la guerra pel tron. També es revela que el món natal de Rayner estava ocupat per forces liderades per Tahal, que van matar la família de Rayner per resistir-se a l'ocupació.
Després que Moll i L'ak siguin capturats per la Federació, Ruhn exigeix que li siguin lliurats mentre Burnham reconeix el cuirassat de Ruhn com la nau que va veure en el futur que havia destruït la Federació. Enmig de les negociacions, L'ak s'injecta una sobredosi d'estimulants per crear una distracció perquè Moll pugui escapar, però calcula malament la dosi i es posa una injecció fatal malgrat els millors esforços del Dr. Hugh Culber i un metge Breen per salvar-li la vida. Com a resultat, Ruhn amenaça amb la guerra a la Federació, però Moll, revelant-se com l'esposa de L'ak, ofereix la tecnologia dels Progenitors a Ruhn, que li permetria guanyar la seva guerra amb els altres Primarques per la força. La tripulació de la "Discovery" dedueix que Moll espera utilitzar la tecnologia dels Progenitors per ressuscitar L'ak i utilitzen els Breen per fer-ho, deixant ara els Breen i la Federació en una cursa entre ells.
Posteriorment, Moll utilitza la deshonra i la set de poder de Ruhn per sobre de tot per instigar un motí contra ell. Moll mata Ruhn i pren el control de les seves forces amb la intenció de ressuscitar L'ak i col·locar-lo al tron de l'Imperi Breen. En assabentar-se d'això, Tahal intenta apoderar-se de les forces de Ruhn per a ella mateixa, però l'ambaixadora de la Federació Saru intercepta la flota de Tahal utilitzant el nou motor de ruta de la Federació i la coacciona perquè es retiri. Trobar una estructura que conté un portal a la tecnologia a prop de forats negres binaris primers, el cuirassat se l'apodera, obligant un equip "Discovery" a pujar a bord de la nau amb vestits de refrigeració Breen replicats i robar-lo. Moll i Burnham entren al portal abans que el "Discovery" estavelli contra la badia de llançadores Breen, infligint greus danys al cuirassat i llançant el portal de tornada a l'espai.
Durant una batalla final pel control de la tecnologia, es descobreix que L'ak no pot ser ressuscitat per ella. Incapaç de destruir el cuirassat, Rayner utilitza en canvi el motor d'espores de la "Discovery" per enviar-lo i una nau exploradora enviada per Tahal a la barrera galàctica. Tot i que ambdues naus sobreviuen al salt, trigaran un parell de dècades a tornar.

### Informació no canònica
A "Zero Sum Game", la primera novel·la de la sèrie 2010–2012 Star Trek: Typhon Pact, l'escriptor David Alan Mack estableix que la Confederació Breen està formada per moltes espècies separades, totes les quals porten vestits per dissimular les seves respectives aparences i presentar-se com una identitat Breen unificada. Les espècies Breen conegudes són:
- Els Amoniri, els cossos dels quals no tenen sang i que requereixen refrigeració als seus vestits per sobreviure
- Els Fenrisal, els musells pronunciats dels quals donen forma al casc tradicional Breen
- Els Paclu, que tenen cervells de quatre lòbuls que la majoria d'espècies telepàtiques no poden llegir
- Els Silwaan, l'aspecte dels quals és el més semblant a l'humà de les subespècies  Breen
- Els Vironat, una espècie de pell grisa i múltiples extremitats (introduïda a la sisena novel·la de la sèrie, "Plagues of Night" de David R. George III)

## Tecnologia i equipament
A "L'escorpí", 1997, el final de la tercera temporada de Star Trek: Voyager, el tinent Tuvok afirma que els Breen utilitzen tecnologia orgànica a les seves naus quan parla de les naus bioorgàniques de l'Espècie 8472. Les seves naus estan armades amb dispositius de camuflatge i armes de tipus disruptor, segons "El culte a l'heroi".
A Star Trek: Generations Riker esmenta els Breen com una de les tres úniques espècies amb accés a  disruptors de mà de tipus III.
Durant la batalla de Chin'toka, una batalla de la Guerra del Domini que va tenir lloc a l'episodi "The Changing Face of Evil", els Breen utilitzen una arma d'amortiment d'energia que podria apagar tots els sistemes de les naus de l'Aliança. Posteriorment, els klíngons descobreixen una modificació del motor que fa que les naus klíngon siguin immunes a aquesta arma, tot i que no funciona a les naus de la Federació o romulanes, ja que tenen una potència diferent. Els Breen van utilitzar aquesta arma amb gran efecte, immobilitzant completament l'USS Defiant i una flota de naus de l'aliança, permetent als Breen destruir-los al seu ritme.
El casc dels vestits Breen consisteix en una visera que brilla en verd o té petites llums verdes i vermelles, i un "bec" desmuntable. Els vestits Breen vénen en dos tipus. El primer és un vestit estàndard que porten la majoria dels Breen. La segona és una versió més ornamentada que porten els Thots o altres funcionaris, que té un folre daurat i franges daurades distintives que recorren la part superior del casc i el "bec", com es veu en episodis posteriors de Deep Space Nine, com ara "Strange Bedfellows".
En una línia de temps alternativa que es va veure a l'episodi "Face the Strange" de la cinquena temporada de Star Trek: Discovery, als Breen se'ls va vendre la tecnologia dels Progenitors, una raça que havia sembrat la galàxia amb vida humanoide, i la van utilitzar per eliminar la Federació.
A la cinquena temporada de Star Trek: Discovery, els Breen tenen naus massives de classe dreadnought amb escuts tan poderosos que poden bloquejar els escàners de la Federació.
El llibre no canònic Legends of the Ferengi afirma que als Ferengi se'ls va vendre tecnologia de curvatura per part d'un Breen que anomenaven "el Breen emmascarat" (perquè no sabien que tots els Breen portaven màscares). A canvi, van donar als Breen els dos pols de Ferenginar (el món natal dels Ferengi), diversos cometes i una lluna congelada.

## Recepció
El juny de 2014, Charlie Jane Anders, escrivint per a io9, va classificar els Breen com els desens vilans menys amenaçadors de Star Trek, anomenant-los "una de les decepcions més grans de Star Trek". Anders va citar com la raça es va construir com una raça suposadament formidable, amb una arma que amortia l'energia i inhabilitava les naus enemigues, només perquè la Federació ideés ràpidament una contramesura, després de la qual cosa l'estatus dels Breen com a oponents es va esvair.